# Стаматиос Клеантис
Стаматиос или Стаматис Клеантис (на гръцки: Σταμάτιος Κλεάνθης, Σταμάτης Κλεάνθης) е виден гръцки архитект от XIX век.

## Биография
Роден е в малкото южномакедонско градче Велвендо в 1802 година. Като млад заминава за влашката столица Букурещ, където учи в гръцко училище. Участва във Влашкото въстание на страната на етеристите под ръководството на Александър Ипсиланти. Пленен е в битката при Драгашани. Успява да се спаси и заминава за Виена, а по-късно за Лайпциг, където учи архитектура. По-късно продължава обучението си в Берлин при Карл Фридрих Шинкел.
След завършването си, заедно със своя колега и приятел Едуард Шауберт, заминава за новоосвободена Гърция, където са назначени за обществени инженери от Йоанис Каподистрияс. В 1832 година те разработват нов градоустройствен план на Атина, с широк и булеварди, градини и големи обществени сгради и дават първите имена на атинските улици. Планът им обаче е опростен от Леон фон Кленце, тъй като е сметнат за прекалено скъп. След несъгласия с администрацията Клеантис подава оставка.
Клеантис е автор на много от забележителните сгради в Атина, включително къщата на херцогиня Плезанс Вила „Илисия“ (днес Византийски и християнски музей на Атина). Къщата му в Плака е първата сграда на Атинския университет.
Клеантис натрупва богатство не само чрез архитектура, но и от мраморните кариери, които притежава на остров Парос. Неговият мрамор печели златен медал на Великото изложение в Лондон в 1851 година.
В 1862 година Клеантис сериозно пострадва при инцидент в кариера и е пренесен в Атина, където умира на 60-годишна възраст.